# Köves J. Julianna
Köves J. Julianna, Köves Józsefné (Budapest, 1942. május 28. – 2023. december 8.) magyar könyvkiadó, szakíró.

## Életútja
A  II. Rákóczi Ferenc Közgazdaságiban kezdte, majd a Teleki Blanka Közgazdasági Szakközépiskolában végezte középiskoláit, majd az Állami Könyvterjesztő Vállalatnál volt bolti eladó, boltvezető, később boltcsoportvezető, beszerzési előadó.
1986-tól a Háttér Kiadó kereskedelmi igazgatója, 1991-től a K. u. K. Kiadó társalapítója, kereskedelmi vezetője volt.
Illik tudni – A kulturált viselkedés szabályai című műve 1985-től húsz kiadásban jelent meg.

## Művei
- Illik tudni – A kulturált viselkedés szabályai (Editorg, 1985)[4]
- Háztartási ABC (Minerva, 1987; K. u. K. 1992)[5]
- Háztartás A–Z (K. u. K., 1996)